# Anacanthobatis donghaiensis
Espèce
Statut de conservation UICN

 DD  : Données insuffisantes
Anacanthobatis donghaiensis est une raie de l'ouest de l'Océan Pacifique.

## Référence
Deng, Xiong & Zhan : Description of three new species of elasmobranchiate fishes from deep waters of the east China Sea. Oceanologica et Limnologica Sinica 14-1 pp 64-70.